# ترافيس ويست
ترافيس ويست (بالإنجليزية: Travis West)‏ هو مصارع هاوي أمريكي، ولد في 13 يناير 1967 في برمنغهام في الولايات المتحدة، وتوفي في 2004.

## وصلات خارجية
- ترافيس ويست على موقع قاعدة بيانات المصارعة الدولية (الإنجليزية)
- ترافيس ويست على موقع أوليمبيديا (الإنجليزية)